# Sebastian Kienle
Sebastian Kienle (6 juli 1984) is een Duitse triatleet. Hij staat van bij zijn triatlondebuut bekend als heel goed fietser. In de loop der jaren zijn ook zijn zwem- en loopprestaties sterk verbeterd. Zijn voorlopig hoogtepunt kende hij door als 30-jarige de EK Ironman van Frankfurt én de WK Ironman van Hawaï te winnen in hetzelfde jaar (2014). Het is een prestatie die niemand hem ooit voordeed. 

## Palmares
2015
- Ironman 70.3 Kraichgau

2014
- WK Ironman Hawaï
- 18de WK Ironman 70.3 Mont Tremblant
- EK Ironman Frankfurt
- 10de Ironman 70.3 St. George
- Ironman 70.3 Califirnia

2013
- WK Ironman Hawaii
- WK Ironman 70.3 Las Vegas

2012
- 4de WK Ironman Hawaï
- WK Ironman 70.3 Las Vegas
- EK Ironman Frankfurt
- EK ETU 1/2 Triathlon Kraichgau
- US Pro Championship 70.3 Galveston
- 1/4 Triathlon Heilbronn
- 1/4 Triathlon Buschhütten

2011
- Ironman 70.3 Miami
- Ironman 70.3 New Orleans
- 1/4 Triathlon Buschhütten
- Challenge Roth
- 1/2 Challenge Kraichgau
- 1/4 Triathlon Heilbronn

2010
- EK Ironman 70.3 Wiesbaden
- Challenge Roth
- Duits Kampioen Lange Afstand
- 1/4 Triathlon Buschhütten
- 1/4 Triathlon Heilbronn
- Duits Kampioen Cross Triathlon

2009
- Ironman 70.3 Wiesbaden
- 1/2 Challenge Kraichgau
- 1/4 Triathlon Buschhütten
- BASF Triathlon Cup

2008
- 11de WK Ironman 70.3 Clearwater
- Ironman 70.3 Monaco
- Ironman 70.3 Rapperswil
- 1/4 Triathlon Buschhütten
- 1/2 Challenge Kraichgau